# 團結的人民永不被擊潰
《團結的人民永不被擊潰》（西班牙語：El pueblo unido jamás será vencido，西班牙語發音：[el ˈpweβlo uˈniðo xaˈmas seˈɾa βenˈsiðo]）是由1948年被刺殺的哥倫比亞政治家豪尔赫·埃利塞尔·盖坦所說的一句格言，而後由智利的作曲家塞尔吉奥·奥尔特加·阿爾瓦拉多改寫為歌曲，由智利的音樂團體Quilapayún錄製專輯。智利左翼政党联盟人民團結活動時經常使用該歌曲。
在1973年智利政變後，智利樂團太阳·山端的演唱使這首歌舉世聞名。

## 早期历史
这首歌标题的灵感来自于1940年代哥伦比亚政治领袖豪尔赫·埃利塞尔·盖坦的一次演讲。该口号在1970年代初期智利总统萨尔瓦多·阿连德的社会主义政府期间被人民团结支持者推广。根据塞尔吉奥·奥尔特加·阿爾瓦拉多本人的说法，他创作这首歌的最初灵感来自于1973年6月在智利圣地亚哥步行回家时，见到一位年轻人喊出这句著名的口号。
1973年，在智利圣地亚哥的一次大型音乐会上，这首歌由Quilapayún首次录制，这时距离即将到来的9月11日军事政变仅3个月。在该音乐会前不久，塞尔吉奥·奥尔特加·阿爾瓦拉多被阿连德任命为人民团结政府的文化大使，他与维克多·哈拉短暂分享了这一职位，后者在军事政变几天后被酷刑杀害。
在1973年9月11日的军事政变中，亲人民團結政府的麦哲伦广播电台在10点15分将阿连德最后演讲传给了全国。在播完阿连德的最后一次演讲后，麦哲伦广播电台进行了电台最后的播音，然后开始播放歌曲《团结的人民永不被击溃》。歌曲在开始后仅一分半钟的10点20分左右突然中断。电台的传输设备遭到军队突袭，在场人员被捕。
在接下来的几年里，这首歌出现在不同乐队和创作歌手的许多专辑中，但主要是由Quilapayún和太阳·山端创作的，他们在智利军政府独裁时期不得不流亡海外。
该歌曲第一次发行是在1973年同年，包含在由智利唱片公司DICAP制作的专辑“首届国际流行歌曲节”中。

## 使用
這首歌在世界不同的角落被社會運動者傳唱，歌詞被翻譯或改寫為各種語言。甚至無關左派右派，都唱同一首歌。
- 在一些激进的場合中，歌詞中此句El pueblo unido jamás será vencido被改寫為 El pueblo armado jamás será aplastado — "武裝的人民永不被擊倒"。
- 在伊朗，這首歌被改寫為革命歌曲，並配上波斯語歌詞，名為 "Barpakhiz"（中文：站起來吧），由伊朗左翼行動者在1979年伊朗伊斯蘭革命中傳唱。
- 在菲律賓，這首歌由激進樂團Patatag改寫為 "Awit ng Tagumpay"（勝利之歌），也在許多的抗議行動中傳唱。
- 2004年，烏克蘭橙色革命中，這首歌也被翻譯傳唱。该歌曲被改编成“Razom nas bahato, nas ne podolati”，并代表乌克兰参加了2005年欧洲歌唱大赛。
- 在2010-2011年推翻时任总统宰因·阿比丁·本·阿里的茉莉花革命期间，抗议者以与“人民团结起来……”相同的节奏高呼“الشعب يريد إسقاط النظام”（“人民想要推翻政权”）。在2011年1月25日埃及开罗的解放广场，首次高呼同样的短语。
- 2014年，台灣太陽花學運中，這首歌也被翻譯并填词傳唱。填詞人為臺灣劇場創作者黃思農、蔣韜，均為再一次拒絕長大劇團核心團員。[4]
- 2019年9月28日，香港示威者在反對逃犯條例修訂草案運動的示威中於中環唱了這首曲的粵語版。